# دیلان یشیم تاشکین
دیلان یشیم تاشکین (انگلیسی: Dilan Yeşim Taşkın؛ زادهٔ ۱۷ اکتبر ۲۰۰۱) بازیکن فوتبال اهل ترکیه است.
وی همچنین در تیم‌های ملی فوتبال Turkey women's national under-17 football team, Turkey women's national under-19 football team، و Turkey women's A national football team بازی کرده‌است.